# Gliese 445
Gliese 445 (GJ 445 / LHS 2459 / HIP 57544) es una estrella cercana situada a 17,6 años luz del sistema solar en la constelación de Camelopardalis.
La estrella conocida más cercana a Gliese 445 es Gliese 687, situada a poco más de 7 años luz de distancia.

## Características
Gliese 445 es una enana roja de magnitud aparente +10,78 no observable a simple vista. De tipo espectral M3.5V, su luminosidad es solo el 0,12 % de la del Sol. Sus características son similares a las de Ross 154 o a las de las componentes del sistema estelar Struve 2398, pero a diferencia de estas no hay constancia de que sea una estrella fulgurante.
Gliese 445 tiene una temperatura efectiva de 3240 K. Su masa es de apenas 0,24 veces la masa solar y su radio es algo menor de un tercio del radio solar. Tiene una metalicidad, expresada como la abundancia relativa de hierro, equivalente al 55 % de la del Sol.

## Aproximación al sistema solar

Distancia de las estrellas más cercanas desde hace 20 000 años hasta 80 000 años en el futuro.

La sonda Voyager 1 navega por el espacio dirigiéndose hacia Gliese 445 y, dentro de 40 000 años, pasará a 1,6 años luz de ella.
Mientras que la Voyager 1 se acerca lentamente a Gliese 445, esta se está aproximando rápidamente al Sol. En el momento en que la sonda pase a Gliese 445, la estrella estará a 1,06 parsecs (3,45 años luz) del Sol, pero tendrá la mitad del brillo necesario para que pueda ser observada a simple vista.
Los datos astrométricos del satélite Hipparcos indican que 3000 años después de dicho encuentro, Gliese 445 se encontrará a solo 3,28 años luz del sistema solar —su máximo acercamiento—, antes de volver a alejarse de nuevo.